# Gara Săcel
Gara Săcel este o stație de cale ferată care deservește Săcel, județul Maramureș, România, situată pe Linia 409, linie secundară a Magistralei CFR 400.

## Istoric
Comuna Săcel a fost legată la rețeaua de cale ferată în 1949, odată cu inaugurarea liniei de cale ferată Salva – Dealul Ștefăniței – Vișeu de Jos. În 1872 linia de cale ferată Debrecen – Szatmárnémeti (Satu Mare) – Királyháza (Korolevo/Craihaza) – Máramarossziget (Sighetu Marmației) a legat Sighetu Marmației de Debrecen. În 1895, a fost pusă în funcțiune linia de cale ferată Máramarossziget (Sighetu Marmației) – Barnabás (Kostîlivka/Berlebaș) – Kőrösmező (Iasinia/Frasin) – Stanislau (Ivano-Frankivsk), iar Sighetu Marmației a fost legat de Frasin și Ivano-Frankivsk. În 1913, a fost inaugurată linia de cale ferată Visóvölgy (Valea Vișeului) – Alsóvisó (Vișeu de Jos) – Borsa (Borșa). Pornind din localitatea Valea Vișeului (în maghiară "Visóvölgy"), din linia Sighetu Marmației – Ivano-Frankivsk a fost construită o cale ferată de-a lungul râului Vișeu prin Vișeu de Jos (în maghiară "Alsóvisó", în germană "Unterwischau") și Vișeu de Sus (în maghiară "Felsővisó", în germană "Oberwischau") către Borșa (în maghiară "Borsa", în germană "Borscha"). La sfârșitul Primului Război Mondial, partea de sud a comitatului Maramureș a devenit parte componentă a României, în timp ce partea de nord a ajuns pe teritoriul Cehoslovaciei. Frontiera a fost astfel trasată, încât traseul liniei Valea Vișeului – Borșa s-a aflat în întregime pe teritoriul României. Ca urmare a stabilirii acestor noi granițe, linia ferată Debrecen – Sighetu Marmației a fost împărțită în patru părți: porțiunea de vest de la Debrecen până la Nyírábrány a rămas Ungariei, porțiunea de la Carei la Halmeu a trecut pe teritoriul României, tronsonul de la Diakovo (astăzi Nevetlenfolu) până după Teresva pe teritoriul cehoslovac și cel de după Teresva de la Câmpulung la Tisa la Sighetu Marmației din nou pe teritoriul României. De asemenea, linia ferată Sighetu Marmației – Ivano-Frankivsk a fost împărțită în trei părți: porțiunea de sud de la Sighetu Marmației până după Valea Vișeului a rămas României, porțiunea mediană de la Dilove la Frasin a trecut pe teritoriul cehoslovac și cea de nord de după Frasin la Ivano-Frankivsk pe teritoriul Poloniei. Astfel calea ferată din Județul Maramureș a fost ruptă de restul rețelei feroviare a României. În 1928 s-a încheiat un acord între Polonia, Cehoslovacia și România cu privire la modul de folosire a acestei linii, astfel legătura feroviară dintre Maramureș și restul țării se facea prin teritoriul cehoslovac. În perioada interbelică, guvernul României a intenționat construirea unei căi ferate care să lege nordul Transilvaniei de Maramureș, dar acest lucru nu a putut fi dus până la capăt. În 1940 a fost pusă în funcțiune o cale ferată cu ecartament îngust care pleca de la Telciu și se conecta cu căile ferate din Maramureș în apropiere de Moisei. Ca urmare a celor două dictate de la Viena din martie 1939 și august 1940 liniile ferate Sighetu Marmației – Ivano-Frankivsk, cu excepția porțiunii de nord care a trecut la Uniunea Sovietică iar după 1941 sub controlul autorităților militare germane de ocupație prin Direcția Căilor Ferate de Est Lemberg (în germană "Ostbahndirektion Lemberg"), subordonată Direcției Generale a Căilor Ferate de Est (în germană "Generaldirektion der Ostbahn" Gedob), Debrecen – Sighetu Marmației și Valea Vișeului – Borșa au trecut sub control maghiar pentru o perioadă de câțiva ani. După sfârșitul celui de-al Doilea Război Mondial, granițele din anul 1938 au fost restaurate parțial, însă Ucraina Carpatică nu a mai fost retrocedată Cehoslovaciei, ci a fost inclusă în Uniunea Sovietică. Căile Ferate Sovietice (în rusă "Советские железные дороги" Sovetskie Jeleznîe Doroghi SJD) au schimbat ecartamentul liniilor, porțiunea de cale ferată preluată fiind trecută de la ecartamentul standard (1 435 mm) la ecartamentul larg (1 520 mm). România a primit înapoi partea de sud a Maramureșului (Județul Maramureș interbelic), cu porțiunea de sud a liniei. Deoarece tronsonul de la vest de Sighetu Marmației al căii ferate Debrecen – Sighetu Marmației, în apropierea localității Câmpulung la Tisa, a trecut iarăși pe teritoriul unui stat străin, de această dată cel sovietic, s-a rupt legătura de la Borșa și Valea Vișeului prin Sighetu Marmației către Câmpulung la Tisa cu rețeaua feroviară a României. Din 1947 legătura Maramureșului cu restul țării pe calea feroviară a fost refăcută odată cu reluarea tranzitului prin teritoriul, de acum, sovietic. În 1949 odată cu punerea în funcțiune a liniei Salva – Dealul Ștefăniței – Vișeu de Jos, care a conectat linia de cale ferată Valea Vișeului – Vișeu de Jos – Borșa deschisă în 1913 cu linia de cale ferată Beclean – Salva – Rodna Veche pusă în funcțiune în anul 1890, România a stabilit astfel o legătură a căilor ferate din Maramureș cu restul rețelei sale feroviare, fără a mai fi necesar tranzitarea teritoriului altei țări. Linia cu ecartament normal (1 435 mm) de la Telciu la Vișeu de Jos care a înlocuit linia cu ecartament îngust (760 mm) are 48 km, fiind necesară construirea a mai multor viaducte și a trei tuneluri, dintre care tunelul de sub Pasul Șetref între Munții Țibleș și Munții Rodnei are 2 388 m iar cel dintre Iza și Vișeu de Jos are 744 m. Tronsonul între Valea Vișeului – Sighetu Marmației – Câmpulung la Tisa a fost echipat cu patru șine, pentru a putea fi folosit atât de trenurile care circulă pe șine cu ecartament normal, cât și de cele care circulă pe șine cu ecartament larg și este considerat linie de peaj. După destrămarea Uniunii Sovietice în 1991, partea de nord a traseului a fost preluată de Căile Ferate Ucrainene (în ucraineană "Укрзалізниця" Ukrzaliznîția UZ) de la fosta companie feroviară sovietică SJD. Ambele puncte de trecere a frontierei, Valea Vișeului și Câmpulung la Tisa, sunt echipate numai cu șine cu ecartament larg.

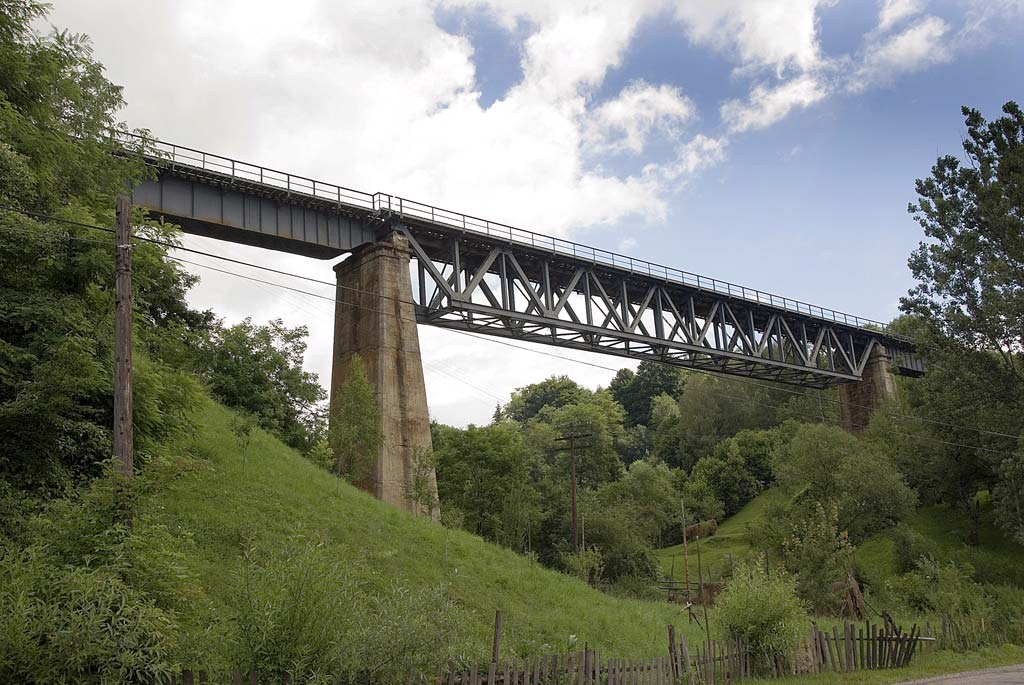
Viaduct, în Săcel, la ieșirea înspre Săliștea de Sus, în apropiere de DJ 186.
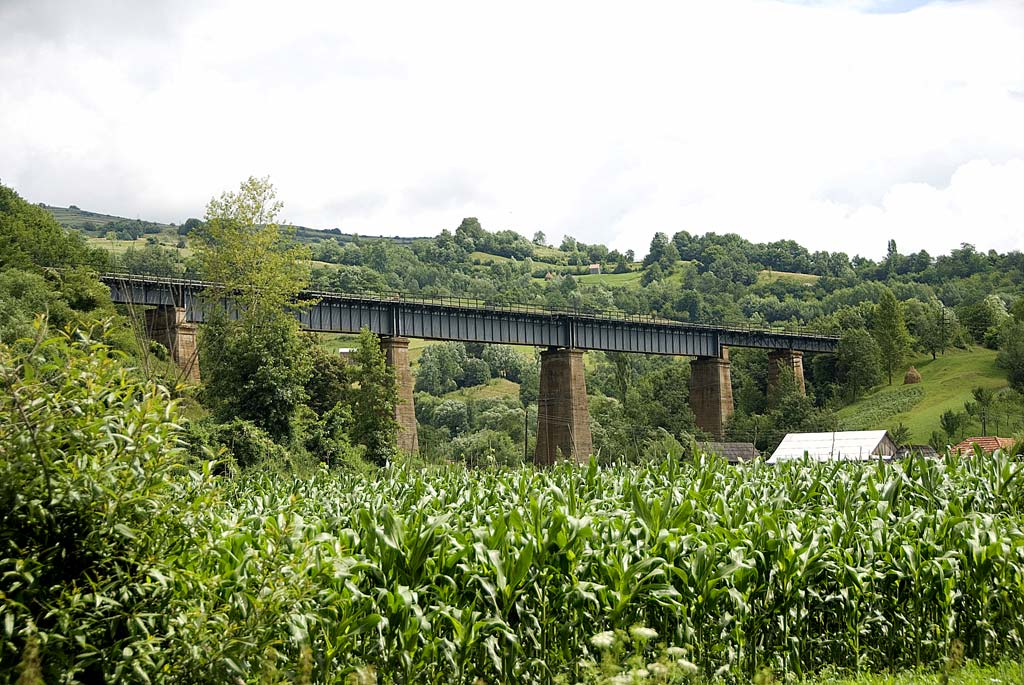
Viaduct, în Săcel, în apropiere de DJ 186.
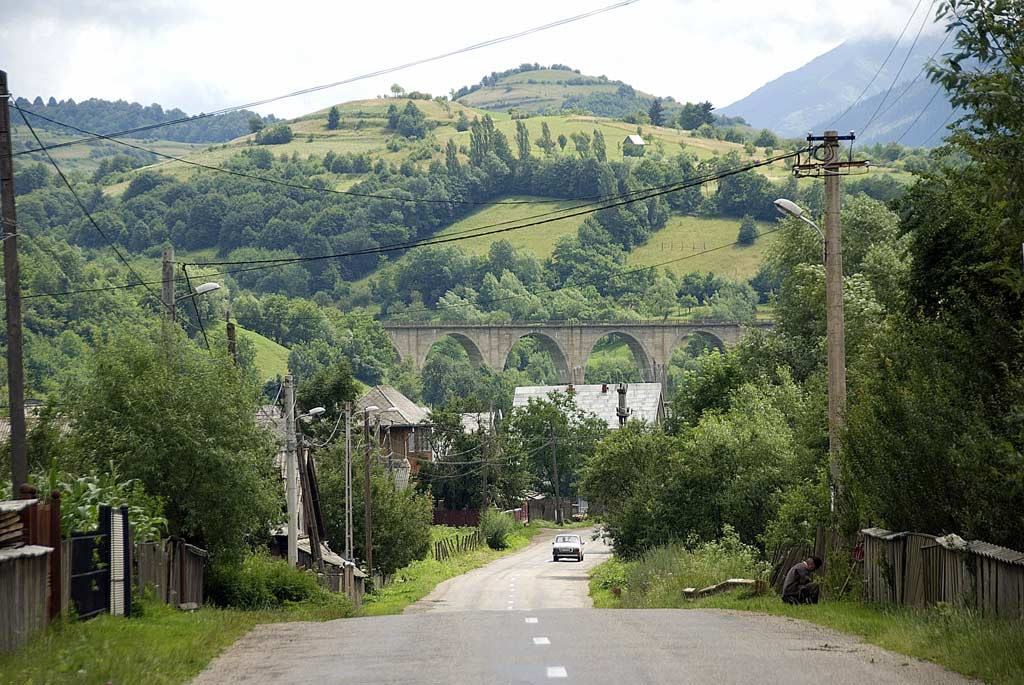
Viaduct în Săcel.
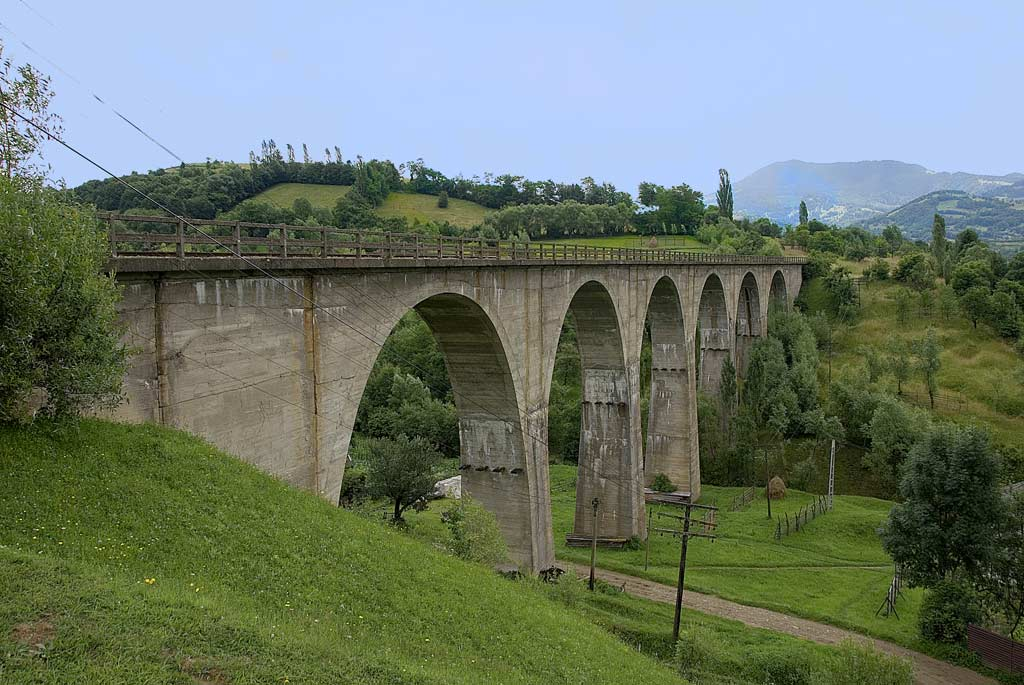
Viaduct în Săcel.
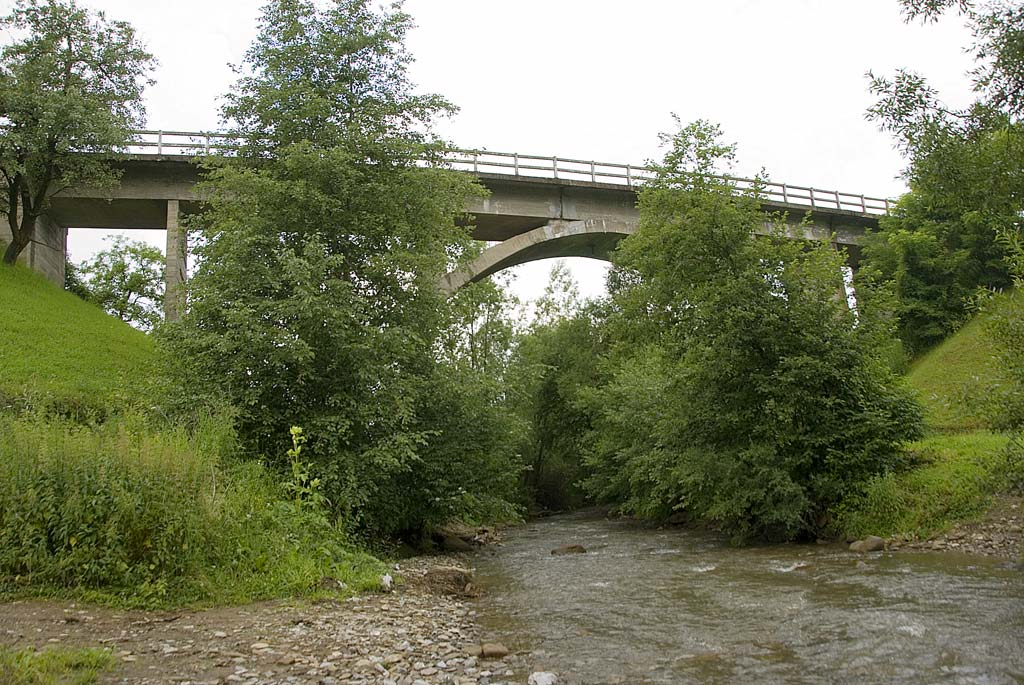
Pod peste râul Iza, în Săcel, pe Linia 409 Salva – Vișeu de Jos – Sighetu Marmației.
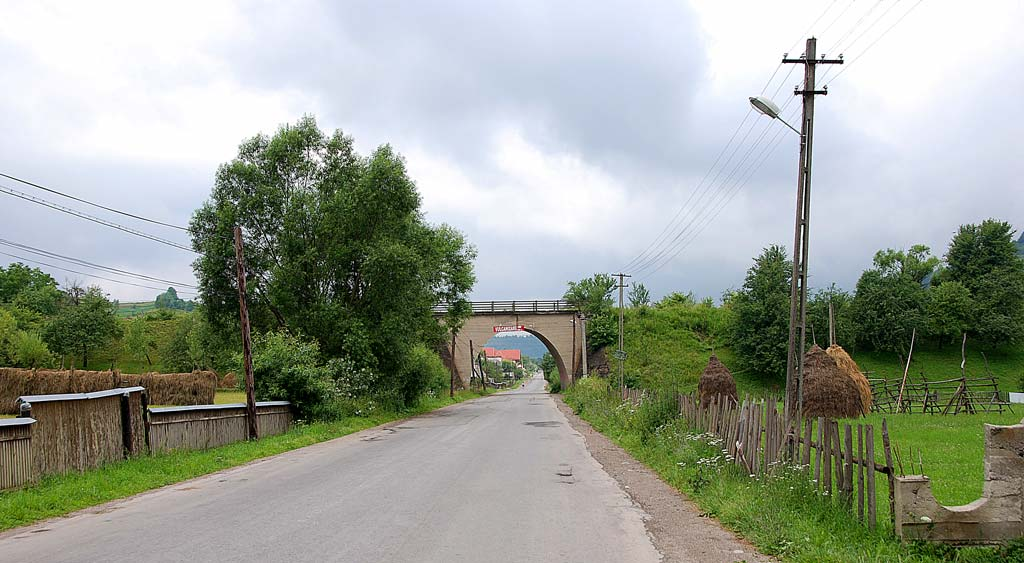
Viaduct, în Săcel, peste DN 17C, în direcția Moisei.
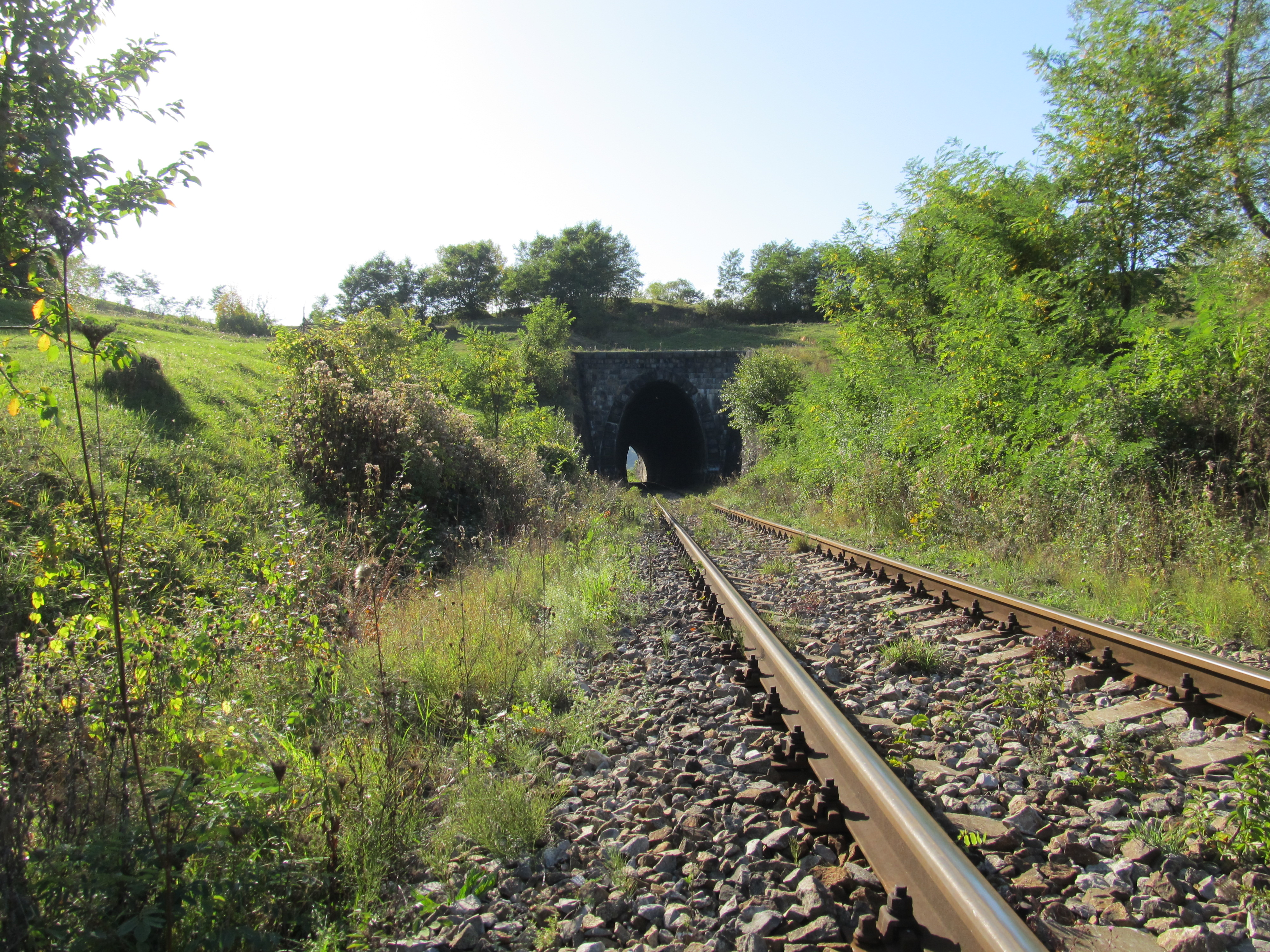
Tunel în apropiere de Săcel pe Linia 409 Salva – Vișeu de Jos – Sighetu Marmației.
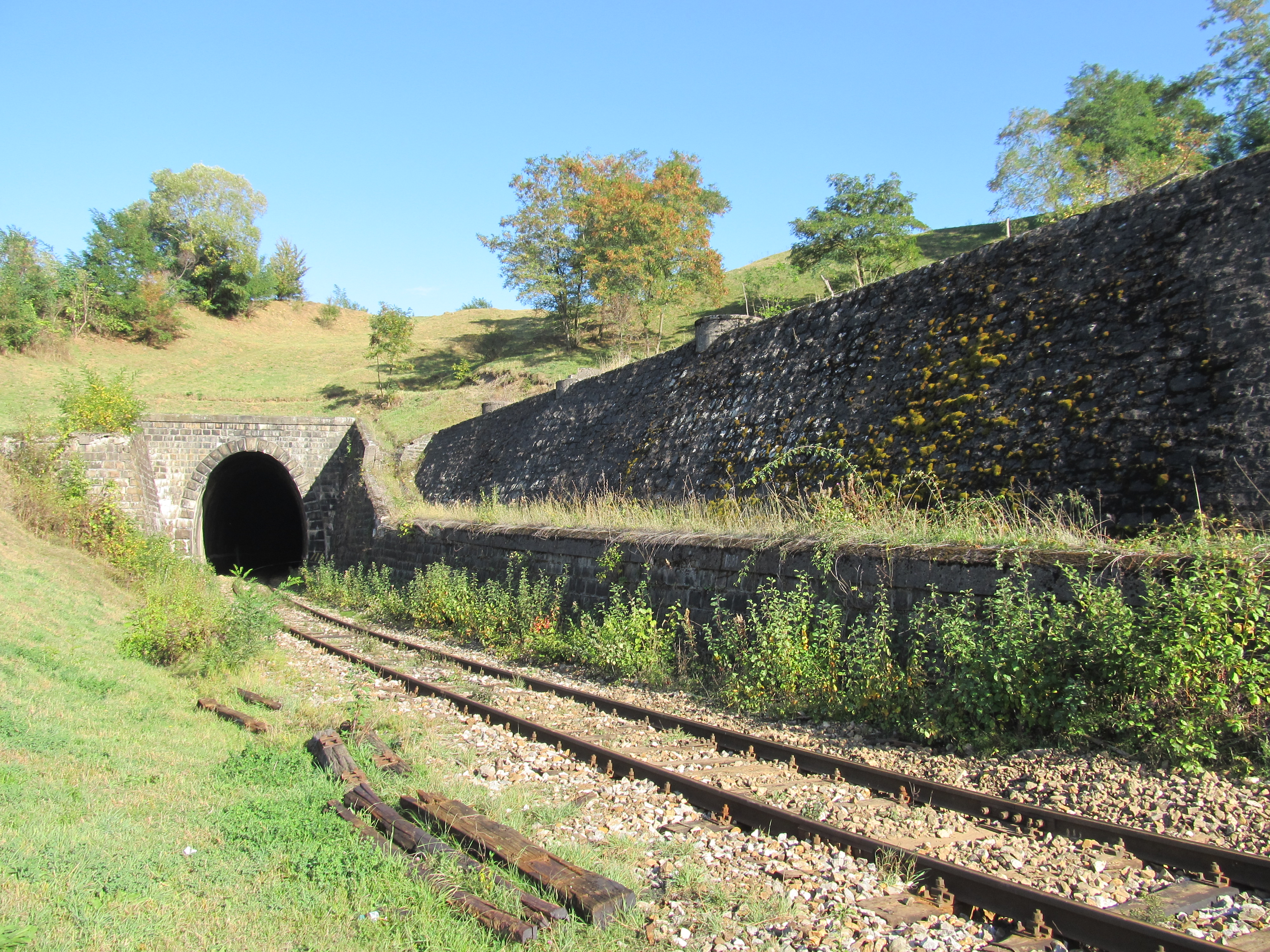
Tunel în apropiere de Săcel pe Linia 409 Salva – Vișeu de Jos – Sighetu Marmației.
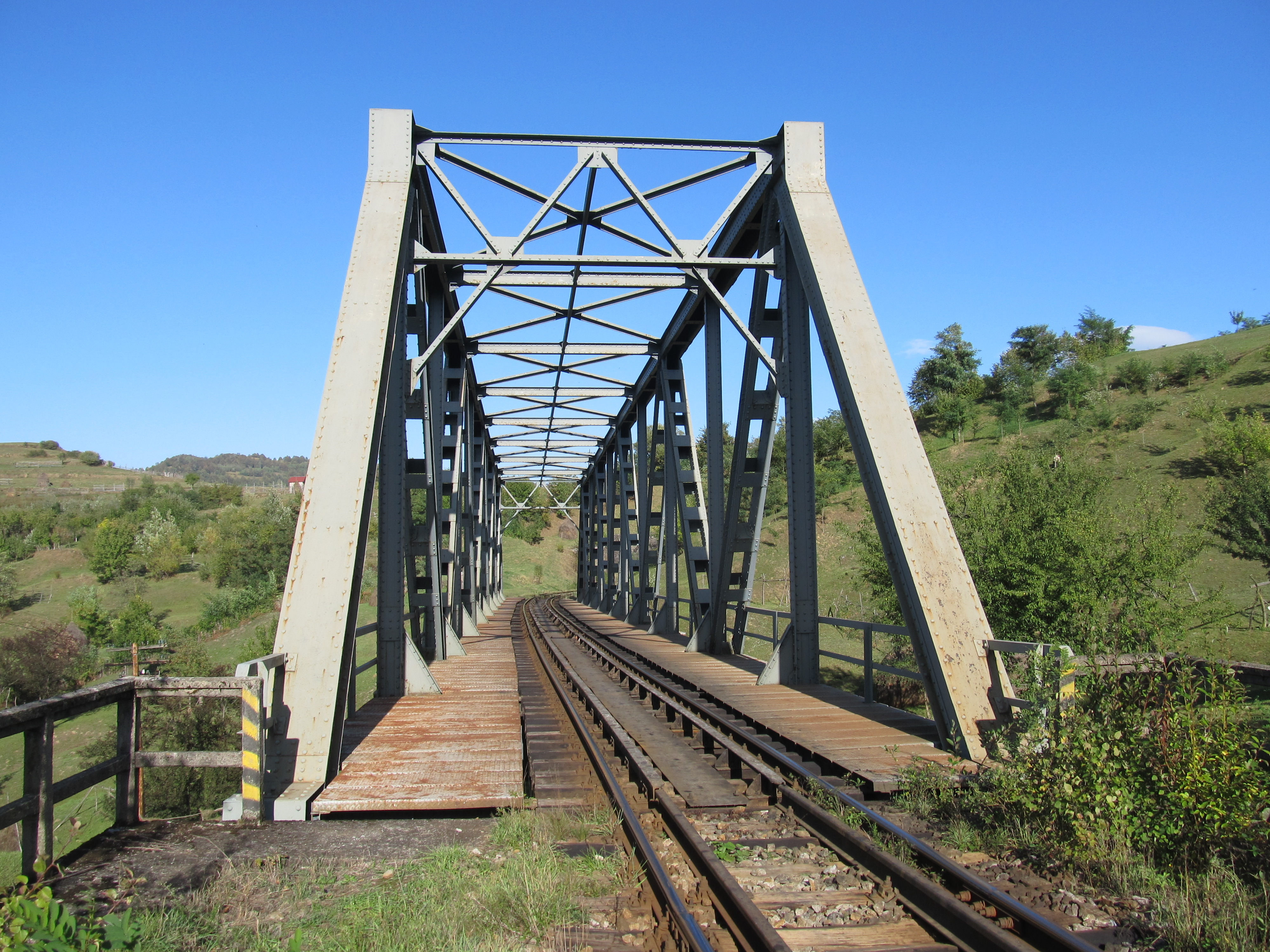
Viaduct în apropiere de Săcel pe Linia 409 Salva – Vișeu de Jos – Sighetu Marmației.

## Gara
Gara Săcel este situată în satul Săcel din comuna cu același nume, la 2,3 km de centrul comunei.
Stația Săcel este amplasată pe Linia 409 Salva – Vișeu de Jos – Sighetu Marmației, la kilometrul 45+187 față de stația Salva, respectiv la kilometrul 69+948 față de stația Sighetu Marmației. Stația este dotată cu instalație de centralizare electromecanică CEM.
Calea ferată asigură legătura comunei Săcel pe linii adiacente Magistralei 400 spre Beclean pe Someș și Dej pentru transportul feroviar de călători și marfă. Prin gara Săcel trec zilnic trenuri Regio (R) ale operatorului CFR Călători.

## Distanțe față de alte gări din România și Europa

### Distanțe față de alte gări din România
- Săcel și Arad (via Cluj-Napoca și Teiuș) - 483 km
- Săcel și Baia Mare (via Dej Călători și Beclean pe Someș) - 225 km
- Săcel și Beclean pe Someș - 67 km
- Săcel și București Nord (via Cluj-Napoca) - 564 km
- Săcel și București Nord (via Deda) - 533 km
- Săcel și Cluj-Napoca - 150 km
- Săcel și Dej Călători - 105 km
- Săcel și Episcopia Bihor (via Cluj-Napoca) - 309 km
- Săcel și Jibou (via Dej Călători) - 167 km
- Săcel și Oradea (via Cluj-Napoca) - 305 km
- Săcel și Satu Mare (via Baia Mare) - 285 km
- Săcel și Suceava (via Salva) - 282 km

### Distanțe față de alte gări din Europa
- Săcel și  Železničná stanica Bratislava-Petržalka (via Arad, Keleti Budapesta și Hauptbahnhof Viena) - 1063 km
- Săcel și  Keleti Budapesta (via Arad) - 737 km
- Săcel și  Keleti Budapesta (via Oradea) - 559 km
- Săcel și  Keleti Budapesta (via Valea lui Mihai) - 613 km
- Săcel și  Chișinău (via Suceava și Iași) - 528 km
- Săcel și  Kiev Pasajirski (via Suceava) - 1062 km
- Săcel și  Kiev Pasajirski (via Teresva, Korolevo, Mukacevo, Batovo, Strîi, Liov, Rivne și Sarnî) - 1058 km
- Săcel și  Kiev Pasajirski (via Valea Vișeului, Rahiv, Ivano-Frankivsk, Liov, Rivne și Sarnî) - 951 km
- Săcel și  Praha hlavní nádraží (via Arad, Keleti Budapesta, Hauptbahnhof Viena și Brno hlavní nádraží) - 1409 km
- Săcel și  Hauptbahnhof Viena (via Arad) - 998 km
- Săcel și  Hauptbahnhof Viena (via Oradea) - 813 km
- Săcel și  Hauptbahnhof Viena (via Valea lui Mihai) - 867 km